# Rainer Brandt
Pour les articles homonymes, voir Brandt.
Rainer Brandt, né le 19 janvier 1936 à Berlin et mort le 1er août 2024, est un acteur allemand, notamment de doublage.

## Biographie
En supposant qu'il s'agit d'un studio de cinéma, Rainer Brandt se présente à un studio de doublage en 1954. Après que le réalisateur Alfred Vohrer l'auditionne, il obtient son premier engagement en tant que doubleur. Parallèlement, il suit une formation d'acteur à l'école d'art dramatique Max-Reinhardt. En 1958, il commence le doublage pour la DEFA. Il obtient des rôles de doublage plus importants à l'ouest. Brandt est la voix d'Elvis Presley dans la plupart de ses films, prêtant plus tard sa voix à Tony Curtis et Jean-Paul Belmondo. Il l'est aussi pour Mario Adorf dans Winnetou.
Brandt travaille pour Karlheinz Brunnemann chez Deutsche Synchron et fonde sa propre société de doublage au milieu des années 1970, aujourd'hui Brandtfilm. Il est l'auteur des dialogues allemands de nombreux films avec Terence Hill et Bud Spencer, dans lesquels il réalise également des dialogues et est également à l'origine des doublages de nombreux films avec Louis de Funès, Adriano Celentano et Pierre Richard.
Brandt fait sa percée en tant que dialoguiste en 1972 avec la série Amicalement vôtre avec Roger Moore et Tony Curtis. Le succès de la série en Allemagne est en grande partie dû au doublage, qui comprend un certain nombre de blagues et de jeux de mots pas présents dans la version originale. Il qualifie lui-même ce style de doublage, qui s'écarte de l'original et en partie délibérément à la limite de la distorsion du sens, de Schnodderdeutsch. Curtis, marié à une Allemande, est très enthousiasmé par la version allemande ; il veut que Brandt écrive les scénarios originaux de la série, mais avant que cela ne se produise, Moore et Curtis se disputent et la série est arrêtée.
Brandt écrit les livres de dialogue pour la série télévisée M*A*S*H, dans laquelle il est la voix du haut-parleur, et pour de nombreuses autres séries : Papa Schultz, Max la Menace, La Vie de famille, Seinfeld et Frasier.
De la fin des années 1960 et jusque dans les années 1970, Brandt met des mots pleins d'esprit dans la bouche de footballeurs et d'entraîneurs dans de courts clips dans la rubrique Rainer Brandts Spezialkamera dans l'émission Das aktuelle Sportstudio de ZDF.
De janvier 2011 à octobre 2017, il joue le rôle du ministre de la Sécurité d'État dans la comédie musicale Hinterm Horizont au Theater am Potsdamer Platz à Berlin et au Hamburger Operettenhaus.

## Vie privée
La famille de Rainer Brandt est également habituée au doublage : sa femme, l'actrice Ursula Heyer, est par exemple Joan Collins dans Dynastie. La fille Judith Brandt est également très active dans le doublage. Elle double Sophie Marceau et Monica Bellucci, entre autres, et a maintenant repris la direction du studio de doublage de Brandt. Son fils Andrej Brandt est Larry Hovis dans Papa Schultz et Gary Burghoff dans M*A*S*H.
Rainer Brandt n'est lié ni à l'acteur et doubleur Volker Brandt ni à l'acteur Matthias Brandt.

## Filmographie
- 1957 : Cadillac (TV)
- 1958 : Gesucht wird Mörder X (série télévisée)
- 1959 : Unser Wunderland bei Nacht (de)
- 1960 : Die Nacht in Zaandam
- 1960 : Der Jugendrichter (de)
- 1960 : L'Île du sadique
- 1960 : Le Vengeur défie Scotland Yard
- 1960 : Confession du Mardi-Gras
- 1960 : Wenn die Heide blüht (de)
- 1960 : La Main rouge
- 1960 : La Jeune Pécheresse
- 1961 : Zeit des Glücks (TV)
- 1961 : La Grande Roue
- 1961 : La Vie commence demain (de)
- 1962 : Agence matrimoniale Aurora
- 1962 : Genosse Münchhausen
- 1963 : Das große Vorbild (TV)
- 1963 : Tödliche Töne (TV)
- 1963 : Einer unter ihnen (TV)
- 1964 : Casanova wider Willen (TV)
- 1964 : Der Kaiser vom Alexanderplatz (TV)
- 1964 : Gewagtes Spiel (série télévisée): Herzbube
- 1966 : Prairie-Saloon (TV)
- 1966 : Un cercueil de diamants
- 1966 : Förster Horn (de): Ein Schritt vom Wege (série télévisée)
- 1966 : Mes funérailles à Berlin
- 1967 : Orgel und Rakete (TV)
- 1968 : Le Château des chiens hurlants
- 1968 : Straßenbekanntschaften in St. Pauli (de)
- 1968 : Die Mühle von Sanssouci (TV)
- 1968 : Le Mariage parfait (de)
- 1968 : Les Cavaliers de la route: Auf eigene Rechnung (série télévisée)
- 1969 : La Kermesse des brigands (série télévisée, 13 épisodes)
- 1978 : Zwei himmlische Töchter (série télévisée)
- 1980 : Mein Gott, Willi! (de) (TV)
- 1981 : Alles im Eimer (de)
- 1983 : Ein Mord liegt auf der Hand (TV)
- 1987 : Ein Heim für Tiere: Danke, Caruso (série télévisée)
- 1988 : Berliner Weiße mit Schuß (série télévisée): Der Seitensprung/Pilzzeit/Alte Freundschaft
- 1996 : Sylter Geschichten: Urlaub mit Hindernissen (série télévisée)